# Polittico di Sant'Emidio
Il polittico di Sant'Emidio (o polittico di Ascoli Piceno) è un dipinto a tempera e oro su tavola (circa 290x280 cm) di Carlo Crivelli, datato 1473 e conservato nella cattedrale di Sant'Emidio di Ascoli Piceno, nella cappella del Sacramento. È firmato nel pannello centrale "OPVS KAROLI CRIVELLI VENETI 1473".

## Storia
Nella generale dispersione delle opere marchigiane di Crivelli, il polittico di Ascoli, commissionato dal vescovo Prospero Caffarelli, non venne mai rimosso dalla cattedrale fin da quando vi venne collocato, nel 1473, rimanendo integro sia nell'insieme delle tavole sia per quanto riguarda la cornice.
Il polittico è rimasto fin dalle origini nel luogo per il quale fu commissionato, subendo pochissimi spostamenti. Collocato fino al 1896 alle spalle dell'altare maggiore, inquadrato dagli stalli corali quattrocenteschi realizzati da maestri ascolani del XV secolo, fu spostato nella cappella del Sacramento, dapprima nella parete di sinistra, successivamente, nel 1966, sulla parete di fondo. Uscì da questo luogo soltanto tra il 1943 ed il 1945 quando, insieme con altri capolavori dell'arte italiana, fu trasportato da Pasquale Rotondi nella Rocca di Sassocorvaro prima, in Vaticano poi. Fu esposto in tre mostre, ad Ancona nel 1950, a Venezia nel 1961, ad Urbino nel 1973.
Di quest'opera, di fondamentale importanza nel percorso artistico di Crivelli, non si fa alcun cenno, come avviene per quasi tutta l'arte crivellesca, sia in Vasari che nelle più antiche fonti storiografiche veneziane. Successivamente venne sottostimata da Cavalcaselle, Rushforth e Testi, sebbene l'avesse esaltata Amico Ricci nel 1834. Solo a partire dalla metà del XX secolo, la critica più recente, tra cui Pietro Zampetti, Lionello Venturi e, più di recente, Ronald Lightbown, ne ha rimesso in luce la qualità e la sua complessità di valore, anche in ragione della sua integrità e leggibilità, sia nelle superfici pittoriche che nelle decorazioni lignee.
Il primo intervento di restauro documentato risale al 1891 e fu effettuato da Luigi Bartolucci; nel 1915 il De Bacci Venuti eseguì un secondo intervento nel quale, tra le altre cose, vi fu l'integrazione della parte sommitale della cornice che in precedenza era stata resecata. Il tentato furto della parte destra della predella, avvenuto nel 1971, portò, nel 1973, ad un successivo restauro operato da Anna e Martino Oberto. Tra il 2020 ed il 2021 è stato condotto da Rossana Allegri un intervento di pulitura, teso principalmente alla bonifica e al restauro strutturale delle cornici, che risultavano fortemente infestate da insetti xilofagi, nonché ad una pulitura delle tavole pittoriche, che tuttavia si presentavano in buone condizioni di conservazione, grazie al precedente intervento.

## Descrizione e stile

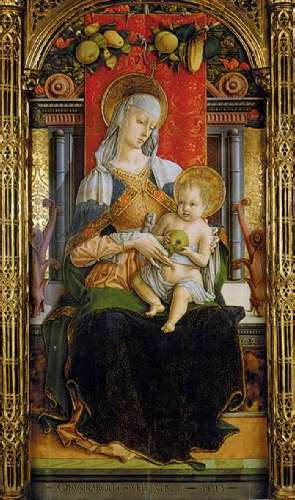
Madonna col Bambino in trono

Il polittico è a tre registri. Nel registro mediano è la Madonna col Bambino in trono (136x66) e quattro scomparti laterali con santi a figura intera: San Pietro, San Giovanni Battista, Sant'Emidio e San Paolo (ciascuno 136x39 cm). Nel registro superiore è una Pietà al centro (61x64 cm) e quattro santi laterali a mezza figura: Santa Caterina d'Alessandria, San Girolamo, San Giorgio e Sant'Orsola (ciascuno 65x41). In basso la predella simula un'arcata dove si affacciano il Cristo benedicente e dieci apostoli (in totale 27x280 cm).

### La Madonna col Bambino
La Madonna col Bambino è seduta su uno sfarzoso trono marmoreo, dal gusto classico e ornato da una ghirlanda di fiori e frutta derivata dai modelli padovani. Come di consueto un drappo finemente ricamato, in questo caso d'oro su base rossa, pende lungo lo schienale del trono, evidenziando il gruppo centrale della Madonna col figlio. Essa è immaginata in un'elegante posa a contrapposto col figlio: una si sporge verso sinistra, l'altro verso destra. Affusolata è la sua fisionomia, a partire dal lungo collo, il naso dritto, le dita sottilissime ed elegantemente atteggiate mentre tirano la fasciatura del bimbo.
Ricchissima è la veste, ricamata d'oro e di perle, con decorazioni a rilievo, nastri e veli, ora trasparenti, ora con frange. Il pannello è realizzato con cura, senza schematismi, con un'illuminazione forte che astrae le forme, facendole apparire scultoree e bloccate in un ambiente sottovuoto, privo d'atmosfera.
Morbido è l'incarnato del Bambino, che regge tra le mani una grossa mela, allusione al peccato originale che laverà col suo futuro sacrificio. Sul gradino si trova la firma dell'artista e la data.

### I santi dell'ordine centrale

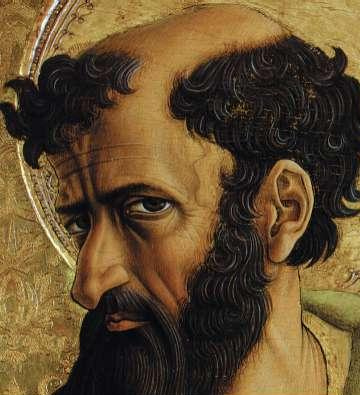
San Paolo, dettaglio

I santi laterali, pur rinchiusi ciascuno nel proprio scomparto, dialogano indirettamente l'un l'altro, incrociando pose e guardi in modo da evitare ripetizioni. In posa preminente, a destra della Vergine, è il vescovo sant'Emidio, giovane e con lo sguardo rivolto allo spettatore, che regge il bastone pastorale e un libro con la coperta in velluto decorato e indossa la mitria, i guanti gemmati e soprattutto un piviale con i ricami dei dodici apostoli sul bordo, un vero dipinto nel dipinto. Nella sua figura l'artista non lesinò la decorazione, compresi gli affetti a rilievo, senza però dimenticare una forte connotazione naturale ed espressiva del volto, che appare come un vero e proprio ritratto piuttosto che un tipo generico.
San Pietro, a sinistra, appare come un vecchio piegato nella lettura di un libro, con le pesanti chiavi appese al polso e con la veste lummeggiata da uno straordinario ordito d'oro. Volutamente scarna appare invece la rappresentazione di Giovanni Battista, ambientata idealmente nel deserto come dimostrano il diverso gradino fatto di terra arida e gli alberi secchi che compaiono alle sue spalle. La sua stessa figura è emaciata e una mano più che mai scarna, in cui si distinguono uno per uno tendini e vene, indica il tradizionale cartiglio "ecce Agnus Dei", retto con la sinistra che sostiene anche la croce fatta di canne.
A destra infine san Paolo è riconoscibile per l'attributo della grande spada, che tiene puntata a terra, mentre l'altra mano regge un libro aperto, girato verso lo spettatore, in cui sono leggibili alcune parole. Il suo volto, di tre quarti, è particolarmente espressivo e, ancora una volta, fortemente caratterizzato individualmente, col grosso naso, la fronte spaziosa, gli occhi vigili. Il suo piede, come quelli degli altri santi, ma più accentuatamente, travalica lo spazio del gradino proiettandosi verso lo spettatore: un effetto illusorio già utilizzato da Mantegna che Crivelli sviluppò anche in altre opere successive.

### LaPietàe il registro superiore

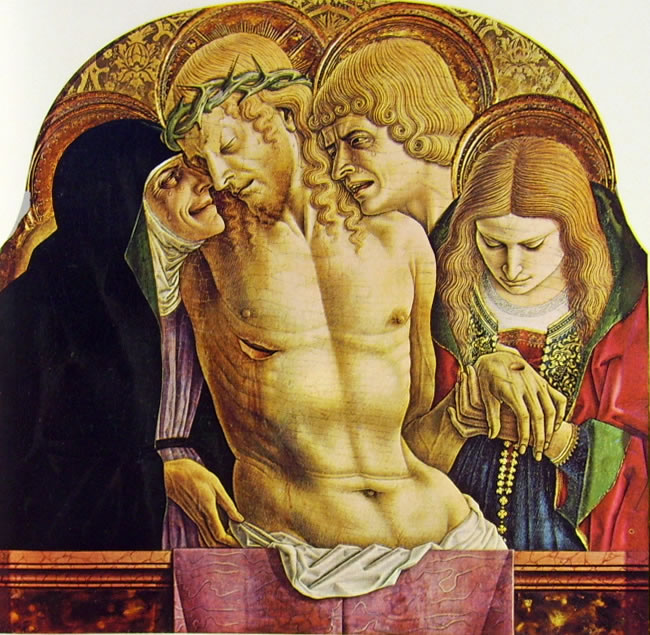
La Pietà

La Pietà di Ascoli Piceno segna un notevole avanzamento del tema, così frequente nell'arte di Crivelli, in termini di coesione compositiva e drammaticità. Ispirandosi a Donatello e forse alla composizione della Pietà di Giovanni Bellini, Crivelli serrò le figure attorno al corpo morto di Cristo ravvicinando come non mai i volti, in modo da creare una forte tensione sentimentale. L'anziana Maria spinge infatti il suo volto con gli occhi arrossati dal pianto fino al contatto con quello del figlio e le fa eco, sull'altro lato, Giovanni Apostolo. Le loro espressioni di pianto sono tra le più convincenti dell'arte italiana del Quattrocento.
Più impassibile è la Maddalena, che reggendo la mano di Cristo, quasi a scrutare la profonda ferita del chiodo, ruota in avanti la testa mostrando la scriminatura dei capelli. Come nella Pietà di Montefiore dell'Aso gli effetti drammatici sono accentuati dal crudo realismo nel torso nudo di Cristo: dalla profondità delle ferite, ai ciuffi di peli sui capezzoli, dalle acuminate spine che trafiggono la fronte al pallore mortale.
Per i santi del registro superiore, a mezza figura, valgono le stesse considerazioni di quelli sottostanti. Dove Caterina solleva lo sguardo al cielo, le fa eco Girolamo che invece l'abbassa a guardare il modellino di chiesa che tiene in mano. All'aspetto principesco di san Giorgio, elegantissimo cavaliere dal volto appuntito, con una berretta rossa elegantemente calata sulla fronte e la croce col drago appuntati in petto come un'onorificenza, fa pendant quello regale di sant'Orsola, nel cui profilo ideale sembra di scorgere echi dei ritratti fiorentini del Pollaiolo.

### Predella

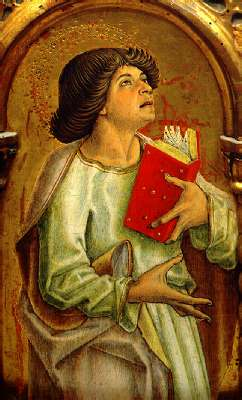
Apostolo della predella

Il Cristo benedicente al centro della predella è nella posizione del Salvator Mundi col globo terrestre in mano. Come in quello del 1472, Gesù devia leggermente lo sguardo, evitando una fissità troppo ieratica. Negli apostoli ai lati si nota un tripudio di varietà d'espressioni e gesti, che in alcuni casi diventano grotteschi, e che vanno letti a coppie. Ai lati di Cristo Pietro e Paolo sembrano impegnati in una dissertazione sul tema del libro che Paolo legge, alzando la mano libera e l'indice, mentre Pietro a sua volta gli fa eco col gesto del parlante e lo sguardo rivolto.
All'estremità sinistra, bellissimo è il giovane apostolo col caschetto nero, che sembra colto da un furore ispirato dalla lettura del libro con coperta rossa che tiene con un energetico gesto della mano; al suo lato san Matteo lo ignora, preso invece dalla lettura del libro che tiene aperto davanti a sé da ruotare la testa fino a mostrare la chierica, completamente isolato da chi gli sta attorno.
Andrea e Jacopo sembrano discutere così animatamente che Andrea appare minaccioso col pugno sollevato e Giacomo sdegnato, facendo un ghigno con la bocca e piegando il libro sul petto come a pararsi. Sull'altro lato grottesca appare l'espressione dell'altro santo col bordone, forse Giacomo minore, che alza una mano e piega la testa come per fare una supplica, magari impaurito dal coltello che brandisce san Bartolomeo alla sua sinistra; quest'ultimo ha un volto minacciosamente straniato, col naso aquilino, evidenziato dalla posa di profilo, e la bocca aperta in una smorfia.
Originalissima appare poi la posa dell'apostolo che srotola un papiro, forse san Giovanni, ritratto di spalle a profil perdu; accanto a lui un altro apostolo con libro dispone testa e busto in maniera complementare.